# Juan Rulfo
Juan Rulfo, all'anagrafe Juan Nepomuceno Carlos Pérez Rulfo Vizcaíno (Sayula, 16 maggio 1917 – Città del Messico, 7 gennaio 1986), è stato uno scrittore, sceneggiatore e fotografo messicano.

## Biografia
Juan Rulfo nasce nel 1917 a Sayula, nello stato di Jalisco in Messico. Rimasto orfano in giovane età, si stabilisce nel 1929 a Guadalajara, dove abita con la nonna, ma poi entra in orfanotrofio. Dal 1934 vive a Città del Messico, dove frequenta da uditore l'Antico Collegio di Sant'Ildelfonso. È ora uno degli autori più apprezzati dell'America Latina, al punto che in un sondaggio realizzato dalla casa editrice "Alfaguara" è risultato essere, insieme a Jorge Luis Borges, il più popolare scrittore di lingua spagnola del XX secolo, capostipite del realismo magico.
Ha partecipato al lancio della rivista "Mexico" nel 1930 e ha pubblicato su "Pan" (1945) e su "América" (dal 1946). È stato anche sceneggiatore cinematografico e fotografo, collaborando, tra gli altri, con i registi Emilio Fernández e Roberto Gavaldón e con gli scrittori Carlos Fuentes, Gabriel García Márquez e Juan José Arreola. Il regista Alberto Isaac ha tratto il film El rincón de las vírgenes (1972) e il musicista Anacleto Morones ha musicato un'opera omonima dal racconto Anacleto Morones.
Sposato nel 1947 con Clara Aparicio de Rulfo, ha avuto 4 figli, tra i quali Juan Carlos Rulfo (1964-), regista.
Le sue uniche opere pubblicate in vita sono la raccolta di racconti La pianura in fiamme (El llano en llamas, 1953) e il romanzo Pedro Páramo (1955), oltre a un volume di canovacci cinematografici, Il gallo d'oro (El gallo de oro y otros textos para cine, 1980). 
Postumi, sono usciti alcuni racconti riuniti in Los cuadernos (1995), e i frammenti di un romanzo incompiuto, Aire de las colinas (2000). Le sue fotografie sono raccolte in Juan Rulfo: Letras e imágenes (a cura di Víctor Jiménez, 2001).
Tra i premi ricevuti il "Premio Xavier Villaurrutia" (1956, per Pedro Páramo) il "Premio Nacional de Ciencias y Artes" nel 1970 e il premio "Premio Principe delle Asturie" nel 1983. Fu inoltre, dal 1976, membro della "Academia Mexicana de la Lengua". Radio France Internationale a suo nome ha istituito il "Premio Juan Rulfo" e Guadalajara, durante la Festa del libro che si tiene annualmente, il "Premio di letteratura latino-americana e caraibica Juan Rulfo".

## Opere in italiano
- Pedro Páramo, trad. Emilia Mancuso, "Le comete" n. 9, Milano, Feltrinelli, 1960
- La morte al Messico. Racconti, trad. Giuseppe Cintioli, "Medusa n. 472, Milano, Mondadori, 1963
- Pedro Páramo, trad. Francisca Perujo, Torino: Einaudi, 1977; "Nuovi coralli" n. 384, ivi 1989
- Dieci racconti, trad. Tommaso Scarano, "Atalanta" n. 5, Pisa, Giardini, 1980
- Il gallo d'oro, trad. Dario Puccini, "I David" n. 70, Roma, Editori Riuniti, 1982
- La pianura in fiamme, trad. Francisca Perujo, "Nuovi coralli" n. 428, Torino, Einaudi, 1990
- Messico. Juan Rulfo fotografo, testi di Carlos Fuentes et al., presentazione di Roberto Cassanelli, Milano, Jaca Book, 2002
- Pedro Páramo, trad. Paolo Collo, "L'arcipelago" n. 61, Torino, Einaudi, 2004